# Епархия Ла-Сейбы
Епархия Ла-Сейбы (лат. Dioecesis Ceibensis) — епархия Римско-Католической церкви с центром в городе Ла-Сейба, Гондурас. Епархия Ла-Сейбы входит в митрополию Сан-Педро-Сулы. Кафедральным собором епархии Ла-Сейбы является церковь святого Исидора.

## История
30 декабря 2011 года Римский папа Бенедикт XVI издал буллу «Cum ad provehendam», которой учредил епархию Ла-Сейбы, выделив её из епархии Сан-Педро-Сулы.

## Ординарии епархии
- епископ Michael Lenihan O.F.M.[1] (30.12.2011 — 26.01.2023 — назначен архиепископом Сан-Педро-Сулы);
  - Sede vacante (2023 — 2025);
- епископ Jenrry Johel Velásquez Hernández (12.06.2025 — по настоящее время).

## Источник
- Annuario Pontificio, Libreria Editrice Vaticana, Città del Vaticano, 2011, ISBN 88-209-7422-3
- Булла Cum ad provehendam  (лат.)
- Объявление об учреждении епархии (недоступная ссылка)  (итал.)